# Granice Azerbejdżanu

Granice Azerbejdżanu z innymi krajami

Granice Azerbejdżanu – określenie granicy państwowej Azerbejdżanu. Kraj ten graniczy z 5 państwami: Armenią i Turcją na zachodzie, Iranem na południu, Rosją na północy i Gruzją na północnym zachodzie. Na wschodzie granica państwa przebiega wzdłuż wybrzeża Morza Kaspijskiego. Razem granice Azerbejdżanu mają długość 2657 km.

## Długość granic Azerbejdżanu
| Lp.     | Państwo | Długość | Uwagi                                    |
| ------- | ------- | ------- | ---------------------------------------- |
| 1       | Armenia | 1007 km | z tego 221 km od granicy z Nachiczewanem |
| 2       | Iran    | 765 km  | z tego 179 km od granicy z Nachiczewanem |
| 3       | Gruzja  | 480 km  |                                          |
| 4       | Rosja   | 390 km  |                                          |
| 5       | Turcja  | 15 km   | na całej długości z Nachiczewanem        |
| Łącznie | Łącznie | 2657    |                                          |